# Transmitivité
La transmitivité (parfois écrit transmittivité) est un concept issu de différents domaines de la physique, comme la thermodynamique ou l'optique.
En thermodynamique, la transmitivité est la capacité d'un matériau à transmettre un rayonnement thermique. Cette propriété dépend de la nature du matériau et de son épaisseur.
En optique, la transmitivité est la proportion de lumière traversant un milieu sans être absorbée ni réfléchie. Elle s'exprime généralement en pourcentage ou en fraction. Mesure de la transmittance.